# Raúl Beneit Romero
Raúl Beneit Romero (Cádiz, España, 26 de julio de 1994), más conocido como Raúl Beneit, es un futbolista español que juega en la demarcación de mediocentro en la A. D. Mérida de la Primera Federación.

## Trayectoria
Se formó en las categorías inferiores del Cádiz C. F. y más tarde, con 16 años, se marcharía al juvenil de la A. D. Domingo Savio. Debutaría en categoría absoluta en 2016 con el C. D. Ferriolense de la Tercera División de España. Tras acabar la temporada en duodécima posición firmaría por la U. D. Poblense donde conseguiría ser subcampeón de su grupo. 
En la temporada 2018-19 viajaría a Australia donde firmaría por el Mounties Wanderers F. C. de la Segunda División Australiana, en 2019 firmaría por el Sutherland Sharks F. C. y en 2020 jugaría en el Sydney Olympic F. C.
Para la próxima temporada volvería al Poblense con el que debutaría en Segunda División B, al año siguiente firmaría por el Navalcarnero de la Segunda Federación.
En la temporada 2022-23 debutaría en Primera Federación por medio del Unionistas de Salamanca donde lograría anotar 6 goles en 35 partidos.
El 19 de junio de 2023 la A. D. Mérida anunciaría su fichaje de cara a la temporada 2023-24.

## Clubes
| Club                     | País      | Año         | Partidos | Goles |
| ------------------------ | --------- | ----------- | -------- | ----- |
| C. D. Ferriolense        | España    | 2016 - 2017 | 29       | 3     |
| U. D. Poblense           | España    | 2017 - 2018 | 17       | 2     |
| Mounties Wanderers F. C. | Australia | 2018 - 2019 |          |       |
| Sutherland Sharks F. C.  | Australia | 2019        | 1        | 1     |
| Sydney Olympic F. C.     | Australia | 2020        |          |       |
| U. D. Poblense           | España    | 2020 - 2021 | 20       | 2     |
| C. D. A. Navalcarnero    | España    | 2021 - 2022 | 34       | 9     |
| Unionistas de Salamanca  | España    | 2022 - 2023 | 37       | 7     |
| A. D. Mérida             | España    | 2023 - Act. |          |       |